# Чиньяроли, Джамбеттино
Джамбеттино Чиньяроли (итал. Giambettino Cignaroli; 4 июля 1706, Верона, Венецианская республика — 1 декабря 1770, там же) — итальянский живописец, писавший картины в стиле раннего неоклассицизма. Основатель большой семьи художников, среди которых были его братья, также живописцы, Джан Доменико и Джузеппе.

## Биография

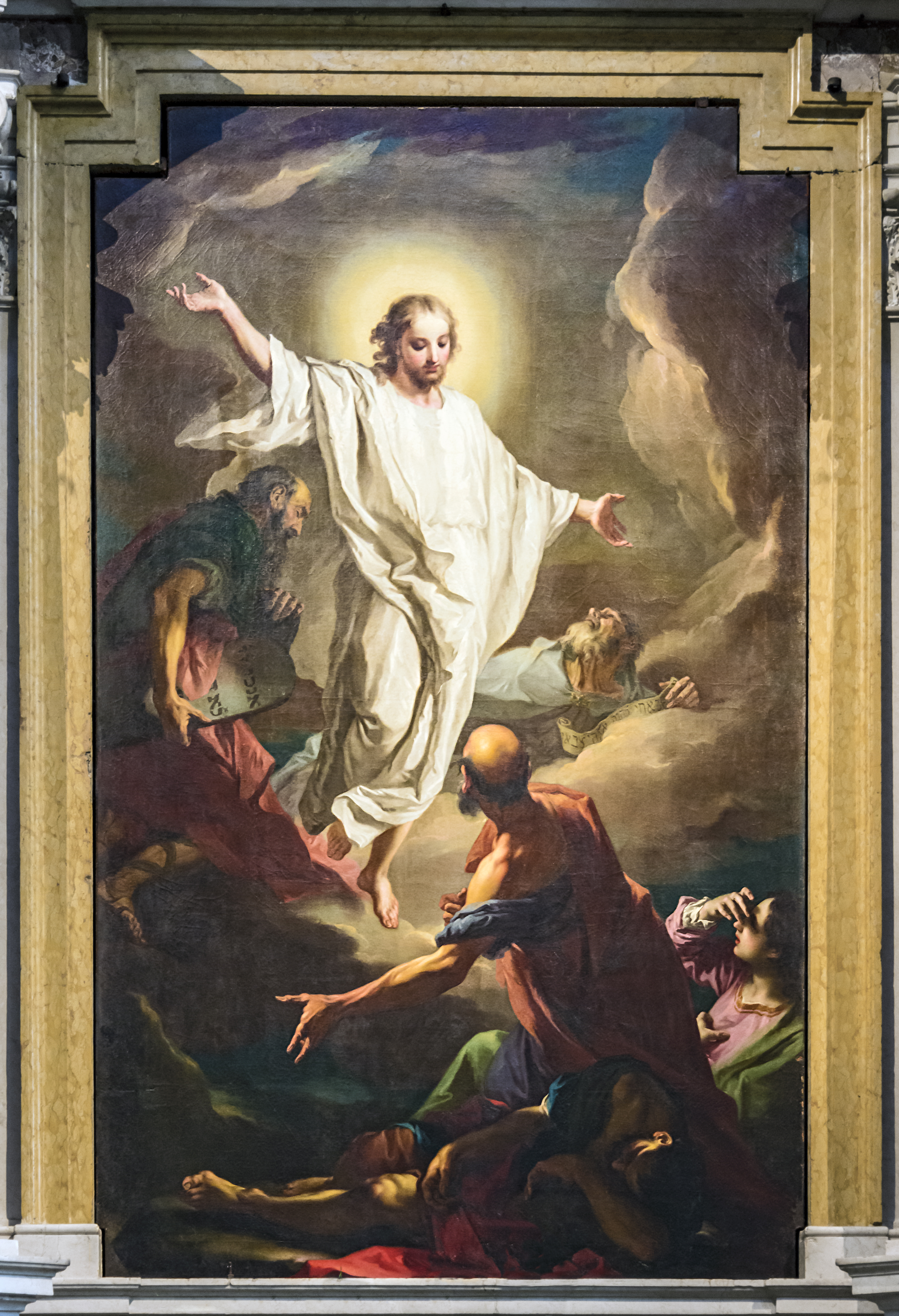
Преображение Христа. 1741. Холст, масло. Капелла Эмилии кафедрального собора Вероны

Джамбеттино родился в Вероне в 1706 году. После изучения риторики в коллеже иезуитов, увлёкся живописью. Обучался рисунку и живописи в мастерской Санте Прунати, затем у Антонио Балестры, где учился вместе с Пьетро Ротари.
Как и Ротари, он переехал в Венецию, где имел возможность изучать произведения таких мастеров, как Тициан, Паоло Веронезе и Якопо Пальмы Старшего. Вернувшись в Верону в 1728 году, он открыл собственную мастерскую и добился значительного успеха. Он вёл активную деятельность во многих городах, таких как Милан, Парма, Турин, Болонья и Феррара.
Важными работами художника этого периода являются алтарные картины в церкви Сан-Лоренцо в Брешии, в базилике Рождества Святого Иоанна Крестителя в Лонтано-дель-Гарда, в храмах Бергамо и ряда других городов Ломбардии. Он много работал для религиозных орденов Эмилии-Романьи, о чём свидетельствуют алтарные образы для Пьяченцы (Санто Спирито), Пармы (Сант-Антонио Абате, Санта-Мария-делла-Стекката и Санто-Сеполькро), Реджо (Сан-Джорджо), Модены (Сан-Доменико) и Феррары.
Чиньяроли никогда не покидал Италию, но работал для курфюрста Саксонии, короля Польши и Российского императорского двора, а также для королевы Испании, о чём свидетельствует монументальный алтарь, ныне хранящийся в Прадо в Мадриде. На нём Чиньяроли изобразил Богоматерь с Младенцем, ангелом и святыми Люцией, Лаврентием, Антонием Падуанским, Варварой. По заказу епископа Брессаноне художник написал алтарный образ для городского Собора. В базилике Святого Мартина в Альдзано-Ломбарда (Alzano Lombardo) находится его картина «Смерть святого Иосифа».
Помимо религиозных произведений, Чиньяроли писал картины на исторические сюжеты, такие, как «Триумф Помпония Секунда на Капитолии» ныне в собрании музея Кастельвеккьо в Вероне. Чиньяроли способствовал строительству здания Академии художеств в Вероне, став её первым директором. Ныне академия носит его имя. Им также был написан ряд книг, посвящённых технике живописи.
Исследователи связывают живописный стиль Чиньяроли с «поздним рафаэлизмом» и ранним неоклассицизмом.
Многие картины напоминают живопись Тьеполо.
27 ноября 2019 года портрет молодого Вольфганга Амадея Моцарта, написанный Чиньяроли предположительно в январе 1770 года, был продан на аукционе Christie’s в Париже более чем за 4 миллиона евро.

## Галерея

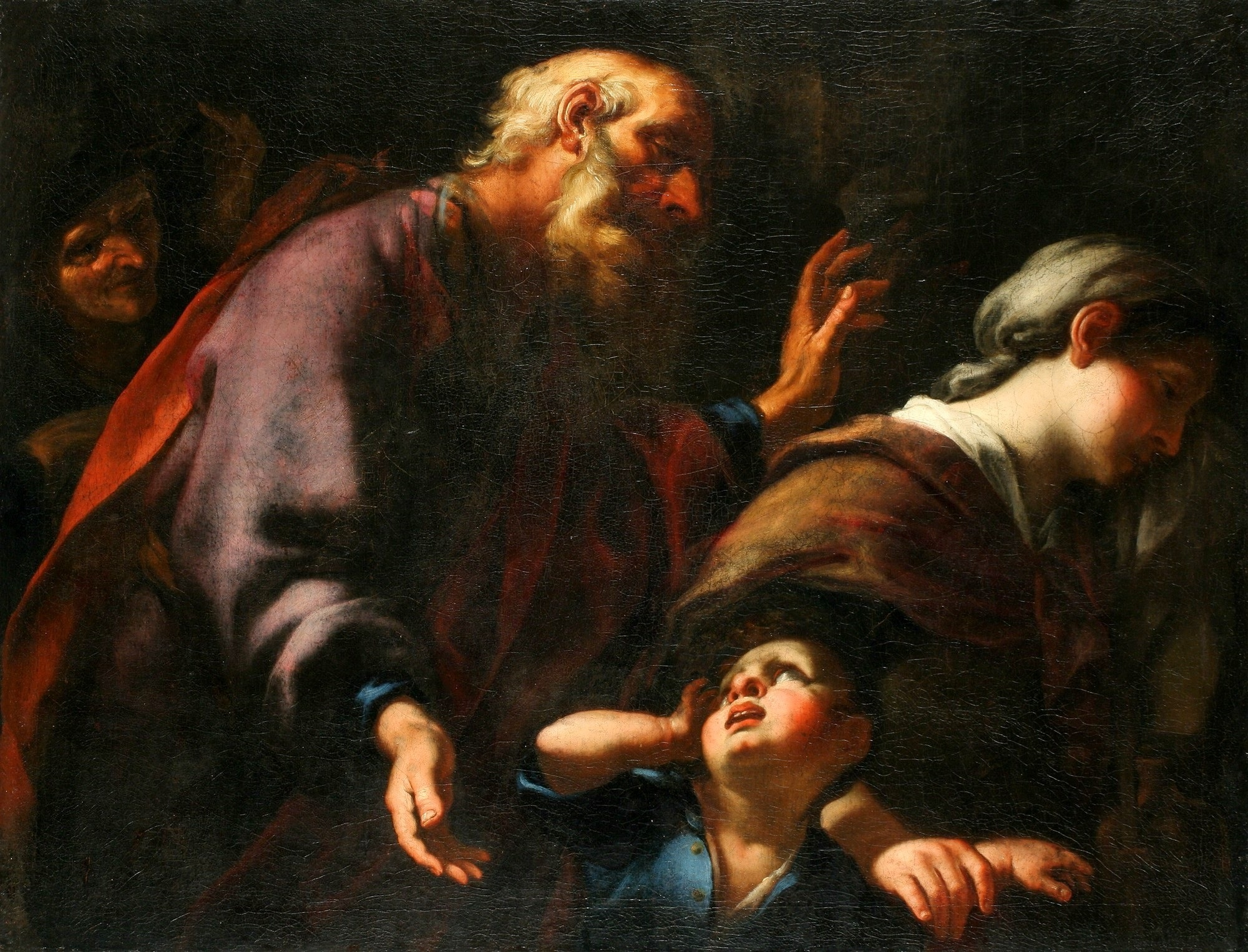
Авраам изгоняет Агарь и её сына Измаила. Ок. 1740. Холст, масло. Национальный музей, Вроцлав
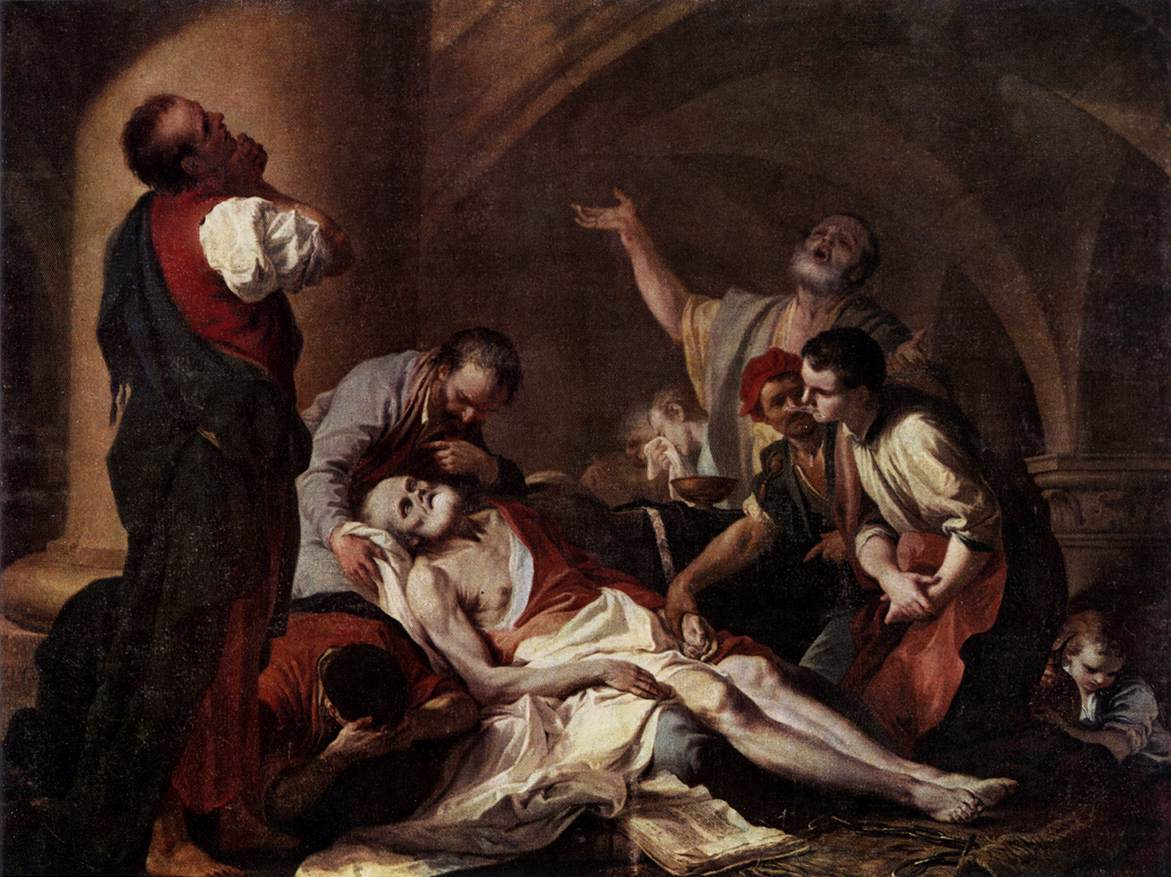
Смерть Сократа. Холст, масло. Музей изобразительных искусств, Зугло, Венгрия
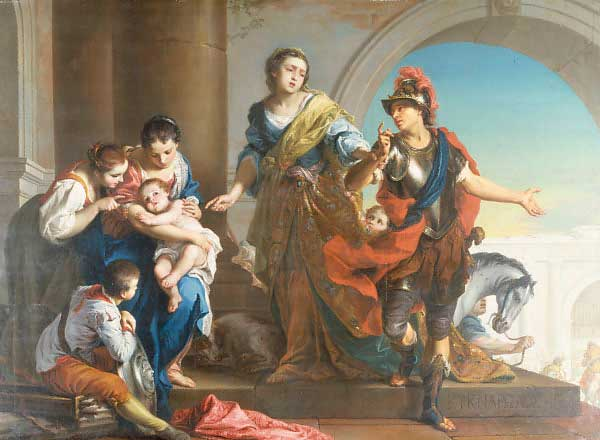
Прощание Гектора с Андромахой у Скейских ворот. 1740
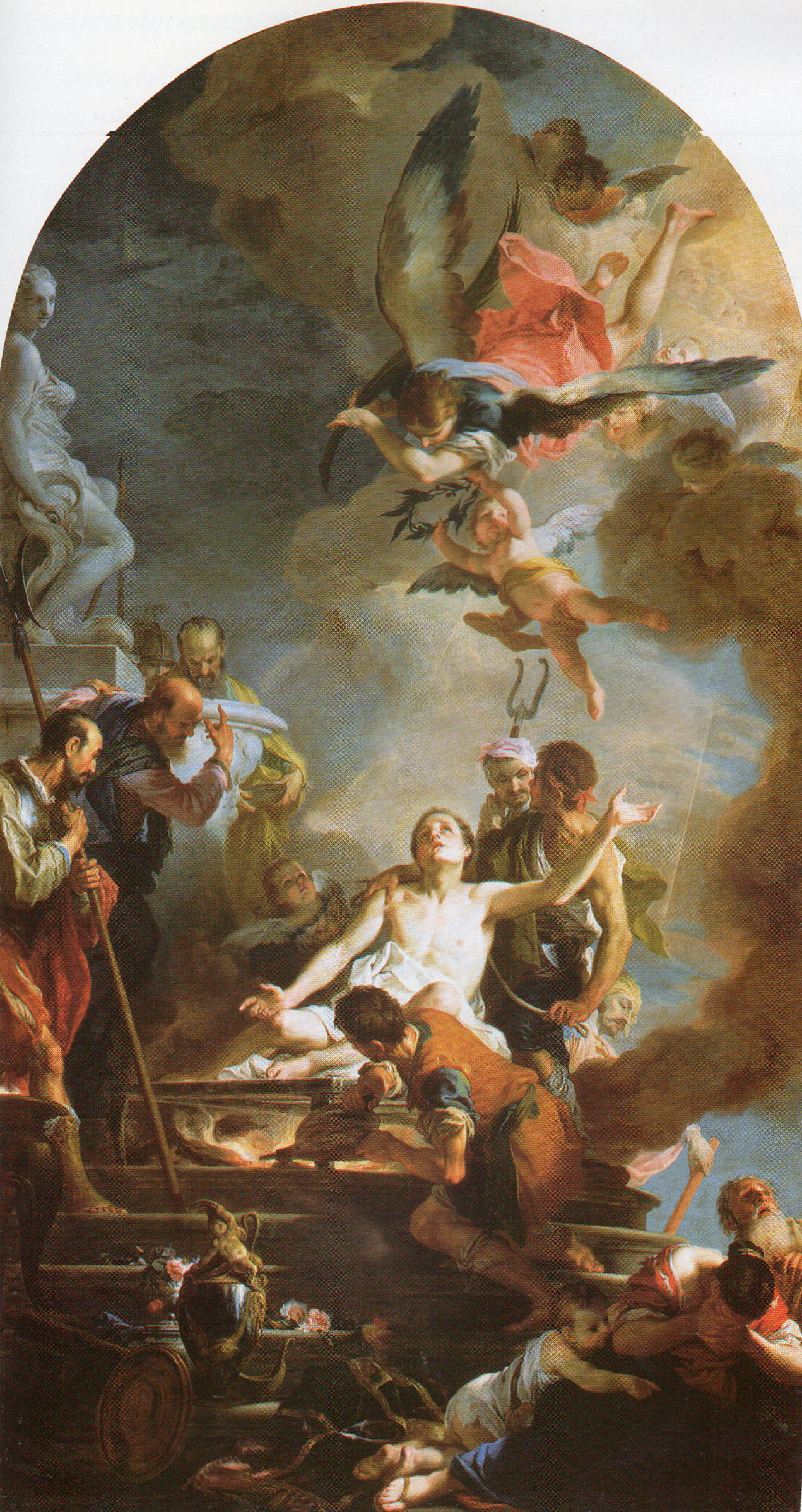
Мученичество Святого Лаврентия. Главный алтарь церкви Сан-Лоренцо, Брешия
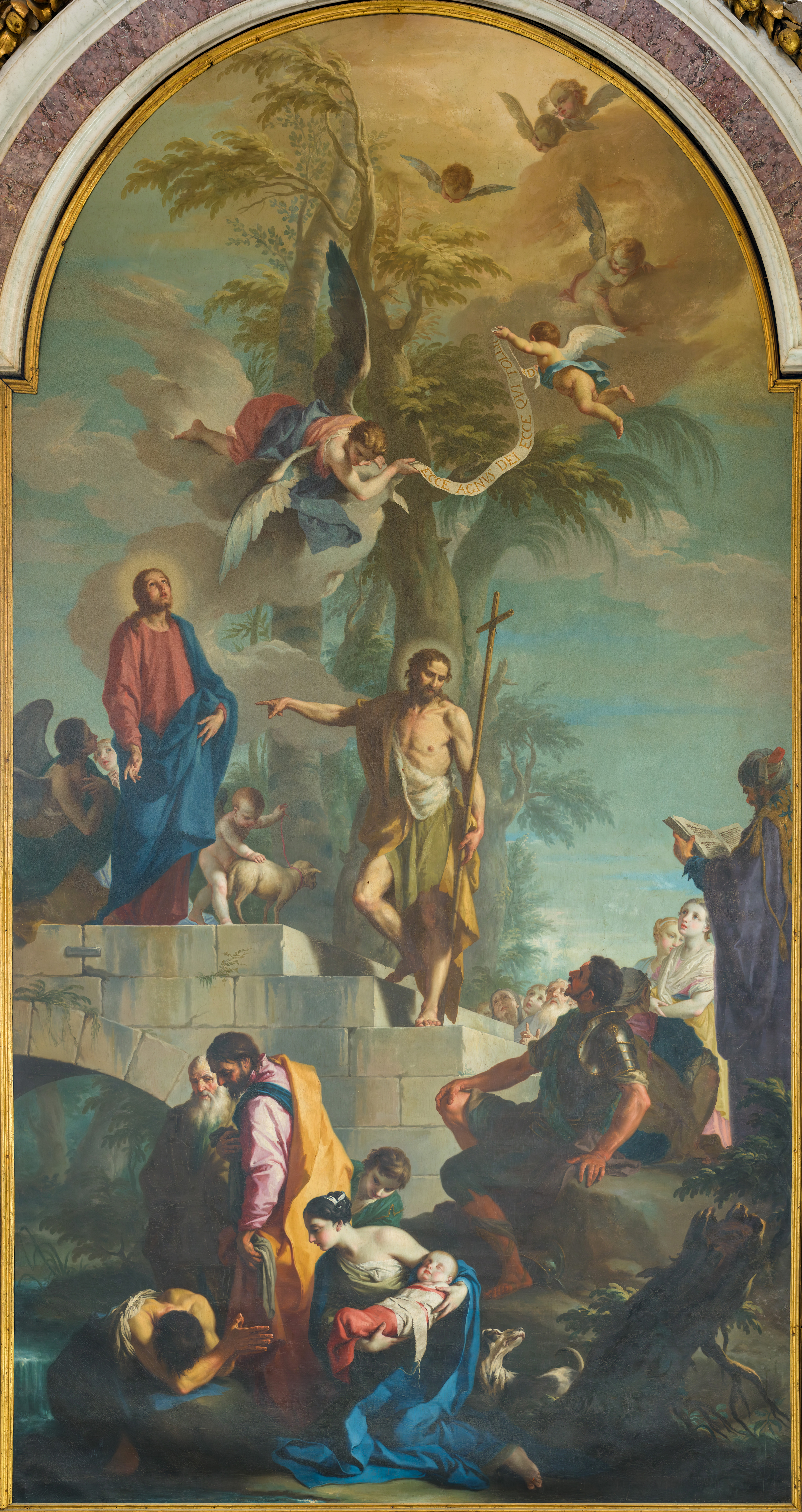
Крещение Иисуса. Главный алтарь Собора Сан-Джованни, Лонато-дель-Гарда
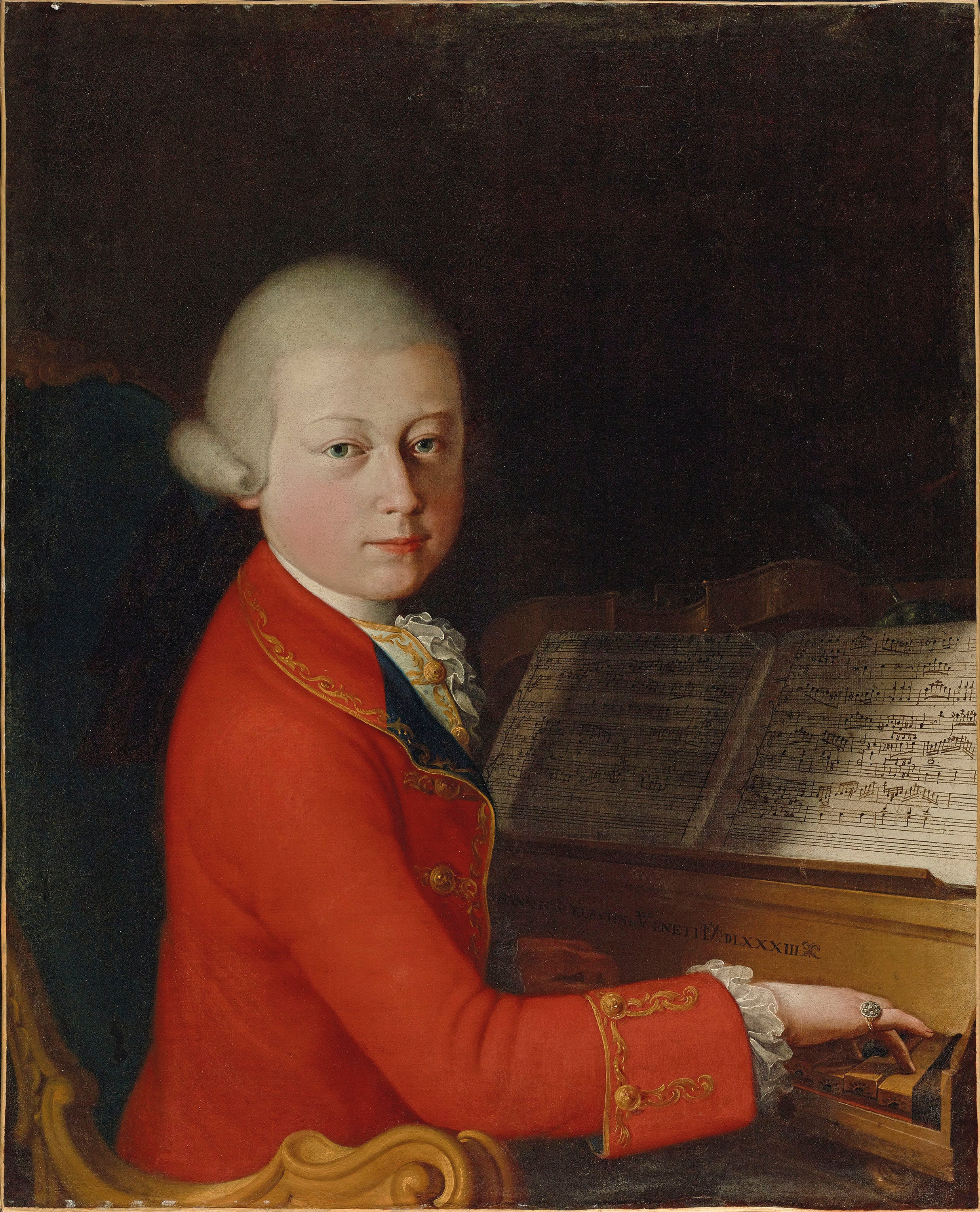
Вольфганг Амадей Моцарт в возрасте тринадцати лет в Вероне. Ок. 1770. Холст, масло. Частное собрание